# SwissTransfer
SwissTransfer ist ein 2019 von der Infomaniak Network SA mit Sitz in Genf entwickelter Filesharing-Dienst. Der Online-Dienst ermöglicht den Versand grosser Dateien an einen oder mehrere Empfänger über das Internet ohne vorherige Registrierung. Er wird ausschliesslich in der Schweiz gehostet.

## Geschichte
SwissTransfer wurde im Jahr 2019 von Infomaniak eingeführt, um eine datenschutzfreundliche, nachhaltige und werbefreie Alternative zu bekannten Filehosting-Services wie WeTransfer oder Dropbox bereitzustellen. Das Computermagazin Chip bescheinigte dem Dienst, er sei „in einigen Punkten WeTransfer sogar voraus“.
Der Dienst wurde im Kontext wachsender Bedenken hinsichtlich der Datensicherheit und der Europäischen Datenschutzgrundverordnung (DSGVO) entwickelt. SwissTransfer war ursprünglich dafür ausgelegt, die Infrastruktur von kDrive zu testen, dem cloudbasierten Datenspeicherdienst des Unternehmens. Er ist als Anwendung Teil der kSuite, einem Kollaborationstool, das neben kDrive auch eine Chat-, Kalender-, Videocall- und Mailfunktion neben anderen Features beinhaltet.

## Funktionen
Der Onlinedienst erfordert keine vorherige Registrierung und ermöglicht den Versand von bis zu 50 GB an Daten an bis zu 20 ausgewählte Personen, die 30 Tage lang heruntergeladen werden können. Ein einzelner Transfer kann aus mehreren Dateien bestehen. Das Tool gestattet bis zu 500 Übertragungen pro Tag. Die Zahl der zulässigen Downloads und das Ablaufdatum der Dateien können festgelegt werden. Die Dateien können dabei entweder per direktem Link oder durch den Versand einer automatisch generierten E-Mail geteilt werden. Mit SwissTransfer lassen sich jeden Monat mehr als 4 Millionen Daten übertragen. Es existieren Browser-Erweiterungen für Google Chrome und Mozilla Firefox.

## Sicherheit und Nachhaltigkeit
Ein zentraler Aspekt des Dienstes ist der Fokus auf Datenschutz und Sicherheit. Der Anbieter versichert, im Sinne einer digitalen Souveränität der Nutzenden keinerlei Werbung oder Analyse-Tracking zu betreiben. Der Zugang zu den Daten kann mit Passwort und Ende-zu-Ende-Verschlüsselung geschützt werden. Um den Datenschutz während der Übertragung zu gewährleisten, wird das https-Protokoll verwendet. SwissTransfer wurde in der Schweiz entwickelt, und die Daten werden in einem Tier III+ zertifizierten Rechenzentrum gehostet.
Das Thema der Nachhaltigkeit wird durch ein neuentwickeltes Konzept umgesetzt, so der Anbieter selbst. 100 Prozent der umgewandelten Wärmeenergie kämen danach 6.000 Haushalten jährlich zu, womit die von den „Servern emittierte Hitze vollständig recycelt“ statt in die Atmosphäre entlassen werde. Dies führe in einem geschlossenen System zu einer erheblichen Reduzierung des CO2-Ausstosses. Daneben würden parallel Solarkraftwerke aufgebaut, „um so viel Energie zu erzeugen, wie das Unternehmen“ verbrauche, so das Schweizer Magazin Inside IT.
Insbesondere seit der zweiten US-Präsidentschaft von Donald Trump im Jahr 2024 sei das Interesse an europäischen Alternativen für die grossen SaaS-Anbieter aus den USA gestiegen, so die Computermagazine Heise online und C’t, da das Datenschutzabkommen zwischen der Europäischen Union und den Vereinigten Staaten durch jüngere politische Entscheidungen Trumps als gefährdet angesehen wird.

## Geschäftsmodell
Das Schweizer Unternehmen Infomaniak Network SA ist seit den 1990er-Jahren im Bereich Hosting, Streaming und Cloud-Dienste aktiv. Im Jahr 1994 entwickelte es sich zunächst aus einem Computerclub, später einem Computerladen und Internet-Service-Provider zu einem Cloud-Anbieter. Es positioniert sich im Bereich nachhaltiger IT-Infrastruktur mit Fokus auf Datenschutz, Open Source und Ökostrombetrieb. Die Finanzierung des Dienstes SwissTransfer erfolgt Angaben des Unternehmens zufolge ausschliesslich durch entgeltliche Produkte.
Eine direkte Konkurrenz stellen Cloud-Dienste wie WeTransfer, Dropbox, Google Drive oder OneDrive dar. Bereits 2022 habe das Unternehmen Infomaniak zusammen mit offenen Cloud-Anbietern wie Vexxhost, OpenStack, Deutsche Telekom und China Unicom einen Marktanteil von 27 % mit Wachstumspotenzial innegehabt, wie Mark Collier, der COO der OpenInfra Foundation, im Rahmen des OpenInfra-Summit im Juni 2022 in Berlin feststellte.